# 两代人
《两代人》是新疆电影制片厂（今天山电影制片厂）摄制的黑白故事片，于1960年上映。电影由陈岗、欧凡执导，洪流、任莫、热合木·哈斯木夫编剧，姜淑英、买买提·西日普、曾镇生、热汗、高岩、托乎提·艾则孜主演。电影讲述的是中华人民共和国成立初期，两代人对新疆解放、建设作出的牺牲和贡献。
《两代人》是新疆电影制片厂独立拍摄的首部本土电影，是新疆本土电影从无到有的标志。

## 剧情简介
盛世才治疆后期，与共产党决裂，大量在新疆的共产党员被逮捕，其中包括孟英和赵彬以及他们不满周岁的孩子。狱中，丈夫赵彬被杀害，孟英救下了同牢房的维吾尔族阿拉木汗。阿拉木汗为了报答救命之恩，让来探监的父亲带走了孟英的孩子。
18年后，孟英回到了新疆，担任兰新铁路筑路工地上的党委书记。此时，铁路被莫顶山挡住了去路。为了不影响铁路建设，推土机驾驶员艾力冒雪上山探路，虽然找到了机械上山的路，却掉入了雪坑。因为险些出差错，生气的筑路队长买买提险些开除艾力。在孟英的调解下，艾力和买买提都认识到错误。
艾力成为爬坡任务的第一人，但在上山前，艾力的爷爷阿西姆却极力阻止。在众人的追问下，阿西姆爷爷道出了艾力并非亲生，而是从狱中救出的孩子。孟英知道了艾力是自己的孩子，但依然让艾力前去完成任务。艾力顺利完成任务，铁路也顺利穿过莫顶山。县委书记阿拉木汗前来祝贺，而她就是与孟英同牢房的维吾尔族姑娘。经阿拉木汗介绍，艾力与自己的亲生母亲相认。

## 剧本制作
电影《两代人》脱胎于1960年前后响彻中国文艺界的歌剧《两代人》。歌剧《两代人》则是由刘镇、任莫根据洪流的电影文学剧本《战斗在边疆的两代人》改编而成。铁道部乌鲁木齐铁路局文工团于1959年春节将舞剧搬上舞台。新疆维吾尔自治区人民委员会主席赛福鼎·艾则孜评价该舞剧是“新疆文艺花园中一支艳丽的花朵”。经中国共产党新疆维吾尔自治区委员会推荐，歌剧《两代人》于1960年初三次进京展演。朱德、周恩来、习仲勋、包尔汉、王恩茂等党和国家领导人观看过此剧。中央人民广播电台对全剧进行广播，北京电视台在人民剧场对歌剧公演进行了实况直播。《人民日报》《北京日报》等媒体先后刊登了关于《两代人》的评论、介绍，其中1960年3月16日《人民日报》中评价《两代人》是继《白毛女》《刘胡兰》后又一优秀歌剧。周恩来曾指示要把《两代人》拍成舞台纪录片，后因新疆电影制片厂已开拍故事片方才作罢。
刚刚成立的新疆电影制片厂（今天山电影制片厂前身）本打算首先与北京电影制片厂合作拍摄电影《远方星火》，但因种种原因未能率先开拍。新疆电影制片厂选取了《两代人》作为该厂拍摄的第一部故事片。《两代人》既符合电影厂当时需要的主题、题材，也因为该剧最早本就是电影文学剧本，有好的修改基础。即便如此，从初稿《战斗在边疆的两代人》到《两代人》不仅要进一步电影化，更多的还要丰富剧情的细节和内容，最终编剧们八易其稿方才完成创作。

## 拍摄上映
1960年2月7日，电影《两代人》正式开机拍摄。因新疆电影制片厂刚刚建厂，拍摄《两代人》时，摄影棚和录音棚均处于建设阶段，无法投入使用。而彼时大跃进的趋势又让电影不得不尽快完成，于是在条件不足的情况下，电影开始拍摄。没有内景的情况下，在制片厂内一块空地进行布景，用帆布和油毡做屋顶，逢风、雨就不得不停止拍摄。设备不足也让拍摄捉襟见肘，用彩色玻璃在晴天营造阴天的环境，没有飘雪，用泡沫板代替。用市区的民房做录音棚，只能在夜深人静之时才有录音条件。在天山天池拍摄外景时，由于当时气温处于零下，车辆、住房、御寒设备不足，导致演职人员冻伤。洗胶片时缺乏自来水，只能用毛驴车运来河水，注入高悬的槽内，利用压力解决洗片的问题。
在如此条件和环境下，电影《两代人》于1960年7月摄制完成。8月底通过审查，在中国境内外发行。

## 电影特色
《两代人》是十七年时期拍摄的电影，具有鲜明的政治色彩。电影主题既包括共产党人为事业的奉献，也包括对敌对势力的斗争。电影塑造了以孟英为主的老一辈革命者和以艾力为代表的新一代新疆建设者两代人，讲述了两代人为新疆建设作出的牺牲和贡献。不过主人公艾力个人成长变化轨迹不足，从头到尾都是成功的建设者。与打击共产党的盛世才、怂恿他人搞破坏的王东等势力的斗争也符合当时中国大陆电影的主题之一。与同时期电影一样，电影中好人和坏人脸谱化严重。

## 评价影响
《两代人》上映后，《人民日报》《文汇报》《解放日报》《大众电影》《上海电影》等媒体发表了对其的评论文章，电影评论家谢逢松在1960年12月10日《人民日报》上称其为“一部好影片。”当时的评论意见多集中于当时政治环境下的非电影要求，如对影片内队长买买提的“右倾保守思想”未深刻表现。如今之评论多集中于电影本身，如设备简陋、音质差、艺术感染力欠缺。导演对电影最遗憾的地方是，艾力的扮演者有着民族气质，但并不是汉族人的脸，但当时找不到更合适的演员。
《两代人》是新疆电影制片厂首次独立摄制新疆本土电影，标志着新疆独立拍摄的首部本土电影诞生。通过《两代人》的摄制，电影厂锻炼培养了一批电影专业技术人员，为之后电影的拍摄制作打下了基础。